# Pozsgai Lajos
Pozsgai Lajos (1949. október 16. – 2006. május) labdarúgó, hátvéd.

## Pályafutása
A MÁV-DAC, a Kapuvár csapata után került az élvonalba a Rába ETO-hoz. Az 1973–74-es idényben tagja volt a bajnoki bronzérmet, 1979-ben a magyar kupát nyert csapatnak. 1979-ben mint csapatkapitány ő vehette át a kupát. 1980-ban Verebes József lett a Rába ETO vezetőedzője, aki fiatalításba kezdett és így Pozsgai is kiszorult az első csapatból. 1981-ben ismét Kapuváron játszott.
1982-ben a MÁC DAC utánpótlás edzője lett. 1983 elején félévre átvette a felnőtt csapat irányítását. 1986-ban a Rábapatonát csapatát vezette, majd a Kapuvár, később a Bábolna trénere lett. 1989-ben Bicskei Bertalan mellett a válogatott pályaedzője volt. Még ebben az évben Gellei Imre segítője lett a Siófoknál. Ezt követően a Rábapatona, majd a MOTIM TE edzője volt.

## Sikerei, díjai
- Magyar bajnokság
  - 3.: 1973–74
- Magyar kupa (MNK)
  - győztes: 1979